# J.-H. Rosny

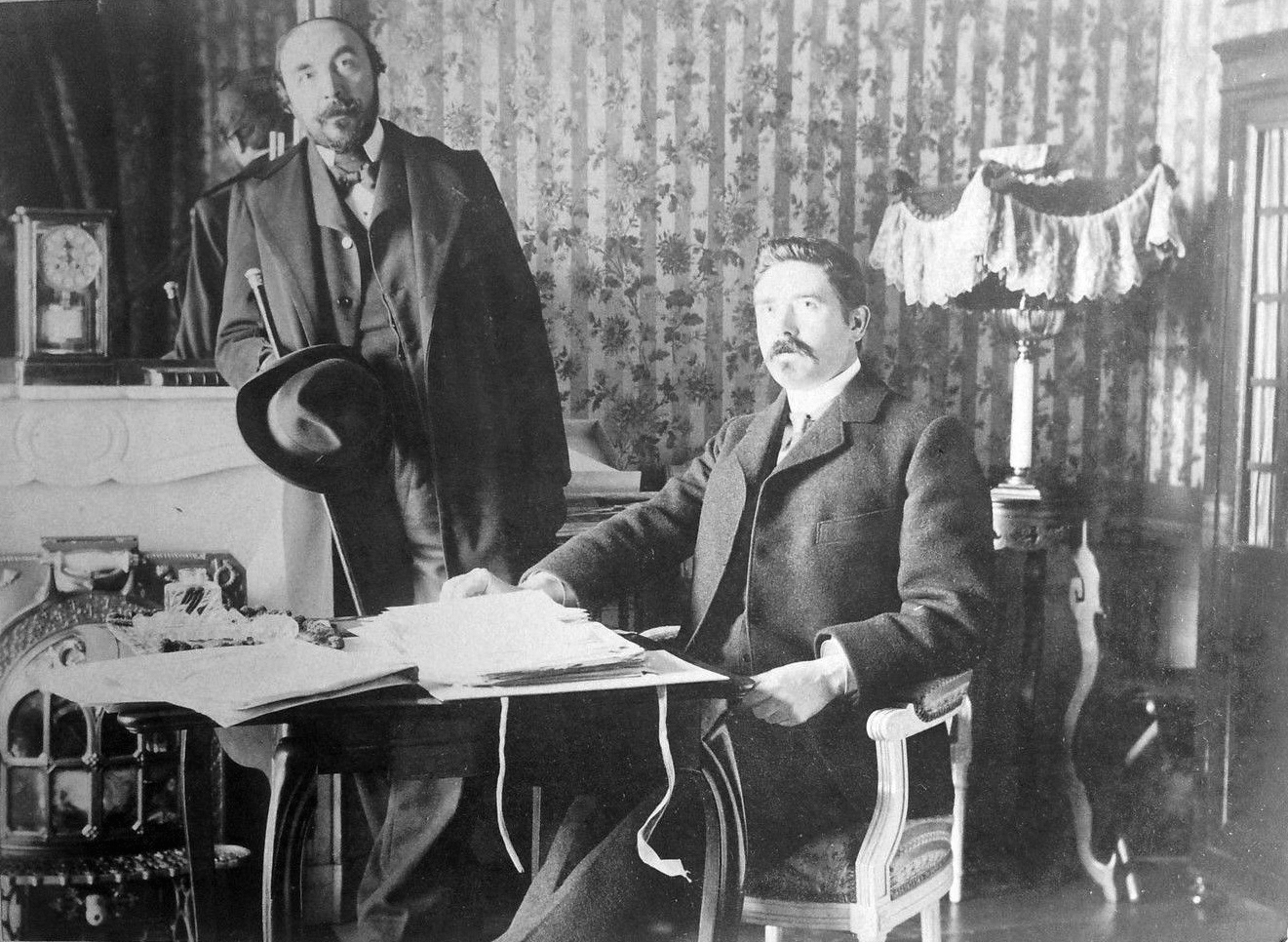
J.-H. Rosny (bracia Boex), fot. ok. 1893

J.-H. Rosny – wspólny pseudonim literacki, którego używali dwaj bracia, francuskojęzyczni pisarze belgijscy: Joseph Henri Honoré Boex (1856–1940) oraz Séraphin Justin François Boex (1859–1948).  

## Życie i twórczość
Obydwaj urodzeni w Brukseli, z reguły uważani są za przedstawicieli literatury francuskiej. W latach 1886–1909 byli autorami wielu opowiadań i powieści o tematyce początkowo obyczajowej, a następnie przygodowej – przedhistorycznej i fantastycznej. Ich pierwszy wspólny utwór (Nell Horn z Armii Zbawienia – powieść z obyczajów londyńskich) powstał pod widocznym wpływem twórczości Emila Zoli, mieszcząc się w nurcie francuskiego naturalizmu. W 1887 wydali Xipehuzów – opowiadanie, w którego tło przedhistoryczne nowatorsko wplecione zostały elementy fantastyki naukowej. Utwór ten wraz z późniejszymi sprawił, że zaliczani są do twórców-inicjatorów powieści gatunku science-fiction, zwanej ówcześnie „powieścią fantastyczną”. W 1892 powstała Vamireh, uważana za pierwszą prawdziwą powieść o czasach przedhistorycznych. Znacznie większą popularność zyskali pisząc Walkę o ogień – powieść z czasów pierwotnych (pierwodruk w odcinkach, wydanie książkowe dopiero w 1911), która po przeszło 70 latach doczekała się głośnej ekranizacji przez Jeana-Jacques'a Annauda. 
Należeli do sygnatariuszy krytycznego listu otwartego, zwanego „Manifestem pięciu” (Manifeste des cinq), skierowanego do Zoli (1887) przez grupę młodych pisarzy-naturalistów. W 1897 przyznano im za twórczość order Legii Honorowej. Od 1896 związani z kręgiem literackim skupionym wokół Edmunda Goncourt, zwanym Akademią Goncourtów, w 1903 powołani byli do jury pierwszej Nagrody Goncourtów.
Po zakończeniu literackiej współpracy (w 1908 bądź 1909 r.) tworzyli i publikowali osobno jako J-H. Rosny (starszy) (J.-H. Rosny aîné, Joseph Boex) i J-H. Rosny (młodszy) (J.-H. Rosny jeune, Séraphin Boex). Pierwszy to lepiej znany i wybitniejszy z braci, któremu często błędnie przypisuje się utwory napisane wspólnie. Chronologicznie należą do nich:
- Nell Horn de l'Armée du salut, roman de moeurs londoniennes (1886)
- La Sorcière (1887)
- Les Xipéhuz (1887)
- Scènes préhistoriques (1888)
- Les Corneilles (1888)
- Tornades (1888) [wznowienie 1896 jako Le Cataclysme]
- La Légende sceptique (1889)
- Le Termite (1890)
- Daniel Valgraive (1891)
- Vamireh (1892)
- Eyrimah (1893)
- Nymphée (1893)
- L'Impérieuse bonté (1894)
- Un Autre monde (1895)
- Le Jardin de Mary (1895)
- Les Profondeurs de Kyamo (1896)
- La Contrée prodigieuse des cavernes (1896)
- Le Bilatéral (1897)
- Nomai (1897)
- Amour étrusque (1898)
- Marc Fane, les âmes perdues (1899)
- La Fauve et ses proies (1899)
- Le Voyage (1900)
- L'Épave (1903)
- Le Crime du docteur (1903)
- La Guerre du feu, roman des âges farouches (1909 – pierwodruk)

## Przekłady i wydania polskie (wybór)[3]
- Agonia (La Mort de la Terre)
- Doktor Harambur (Le Crime du docteur), 1903
- Grzesznice, 1928
- Kot Olbrzymi [Tygrys Kzamów] (Le Félin géant), 1927
- Lot w nieskończoność (Les Navigateurs de l'infini), 1928
- Niepokonana, 1895
- Osaczona (Marta Baraquin) (Marthe Baraquin), 1910
- Vamireh, 1892
- Walka o ogień (La Guerre du feu), 1926
- Złota igiełka (Aiguille d'or), 1900